# Зубицький Станіслав Володимирович

Зубицький Станіслав Володимирович. Виступ у Полтаві. 2015 р.

Зуби́цький Станісла́в Володи́мирович — український музикант-флейтист та композитор. 

## З біографії
Народився у Києві в сім'ї відомих музикантів, де і здобув початкову музичну освіту. Батько — відомий український баяніст, композитор, диригент Володимир Зубицький. Мати Наталя Зубицька — піаністка, молодший брат Володимир — віолончеліст. 
Станіслав Зубицький закінчив з відзнакою консерваторію «Дж. Россіні» м. Пезаро (Італія).
Навчався в Єльському Університеті (США), Консерваторії «Ф. Венецце» у м. Ровіго, Академії у Сієні («Кіджана»), Флоренції, Імолі та Анконі (Італія), а також на численних майстер-класах з видатними світовими виконавцями (П. Галуа, Я. Балінт, Р. Вілсон, Б. Гроссі, М. Мараско, Д. Руджері, П. Л. Граф, Р. Леоне, Р. Тревізані, Тр. Вай, Дж. Нова, Б. Кавалло, Р. Гійо, Р. Фаббрічіані, Н. Маццанті та ін.). Співпрацював як перша флейта з різними оркестрами (м. Ля Спеція, Сассарі, Камеріно, Пезаро, Віченца та ін.).
Виступав в якості соліста з понад трьома десятками різних оркестрів (симфонічними та камерними) й, окрім того, у складі багатьох камерних ансамблів у концертних залах і на фестивалях таких країн, як Італія, Україна, Росія, Польща, Німеччина, Португалія.
Член журі низки музичних конкурсів («Акорди Хортиці», «Подільський Водограй», «Класичний Меридіан» тощо).
Серед композиторов, які присвятили йому свої твори: Олександр Гоноболін, Олег Безбородько, Ауреліо Канонічі, Даніло Комітіні, Олександр Ходаковський, Філіп Розе, Дмитро Савенко, Олег Трофимчук, Франческо Колоччі. 

Автор численних творів для флейти ("Концерт для флейти оркестром", "Соната", 3 Сюїти, "Каприси", "Варіації на тему Паганіні", "Романтична Фантазія" для двух флейт з фортепіано, 2 збірки творів для дітей та юнацтва, 3 збірки дуетів для двух флейт, П'єси для флейти з іншими інструментами (арфою, гобоєм, фаготом, скрипкою, віолончеллю, ударними тощо), Тріо, Квартети та багато інших творів та ансамблів з флейтою).   

## Нагороди та відзнаки
Лауреат понад десятка перших премій на різних музичних конкурсах в Італії:
«Емануелє Кракамп», «Северіно Гадзелоні», «Чітта ді Ортона», «Менікальі», «Гаргано»,  «Паоло Баррассо», «Кореллі», «Джовані пер і Джовані ді Равенна», «Монтескудо», «Етруське Узбережжя».